# Dictyoloma vandellianum
Dictyoloma vandellianum A.Juss., 1825 è una pianta della famiglia delle Rutacee originaria del Sud America. È l'unica specie nota del genere Dictyoloma.

## Biochimica
Parti della pianta contengono 5-MeO-DMT.